# 展枝康定乌头
展枝康定乌头（学名：Aconitum tatsienense var. divaricatum）为毛茛科乌头属下的一个变种。